# كروتون (طعام)

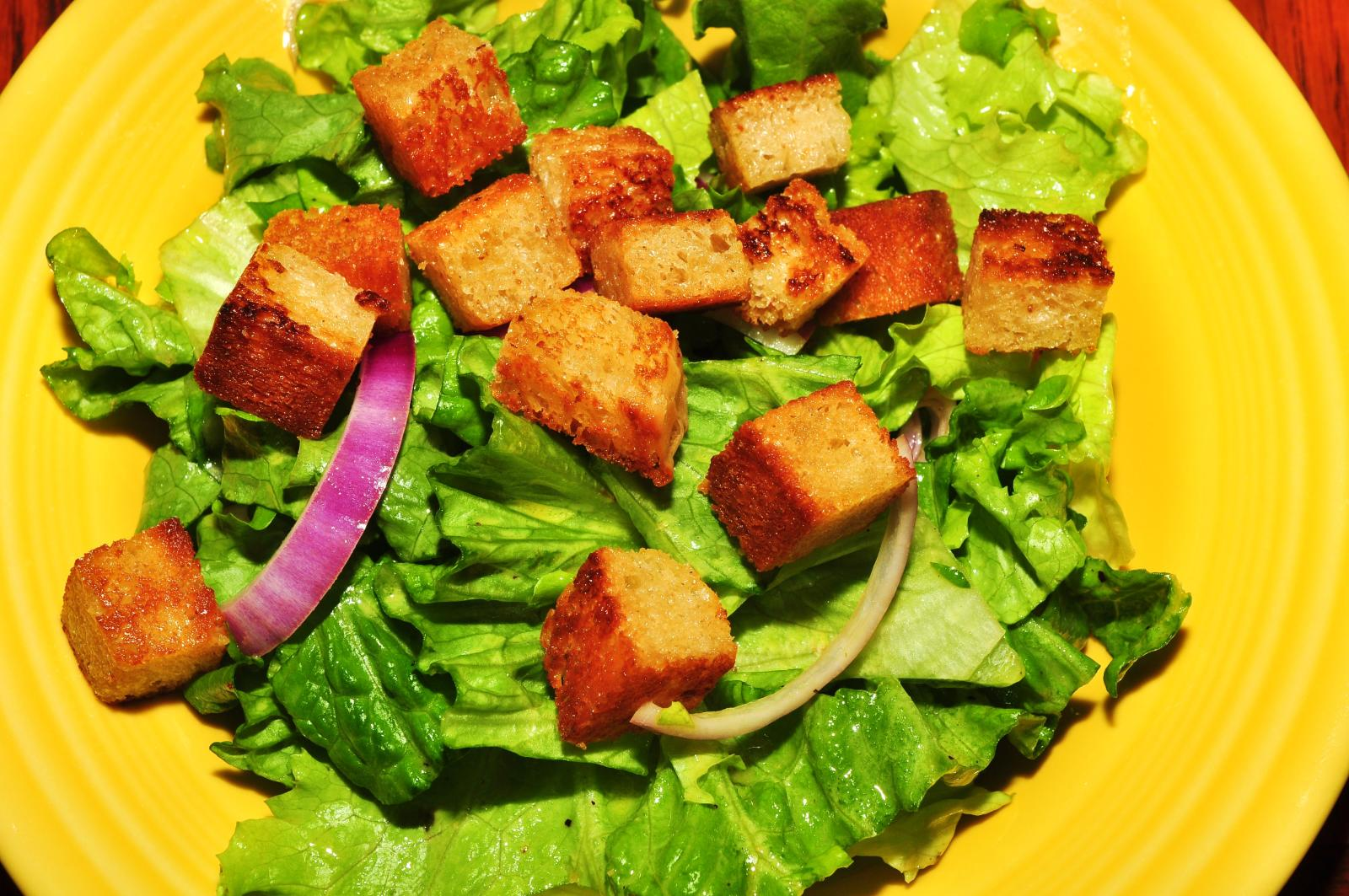
قطع كروتون مضافة لسلطة.

كروتون هو قطع من الخبز المخبوزة الجاهزة والتي تستخدم كموكنات في الوجبات، غالبا ما يكون شكل قطع الكروتون مكعب صغير ويكون متبل. تُستخدم قطع الكروتون لإضافة بنية ونكهة للسلطات ، خاصة سلطة سيزر - وايضا كمكون إضافي للشوربات واليخنات ، أو يمكن حتى إستهلاك قطع الكروتون لوحدها كوجبة خفيفة .

## علم أصول الكلمات
كلمة كروتون اصلها هو باللغة الفرنسية (croûton)، وهي كلمة تصغير لكلمة كروات (بالفرنسية : croûte)، والتي تعني «القشرة». 

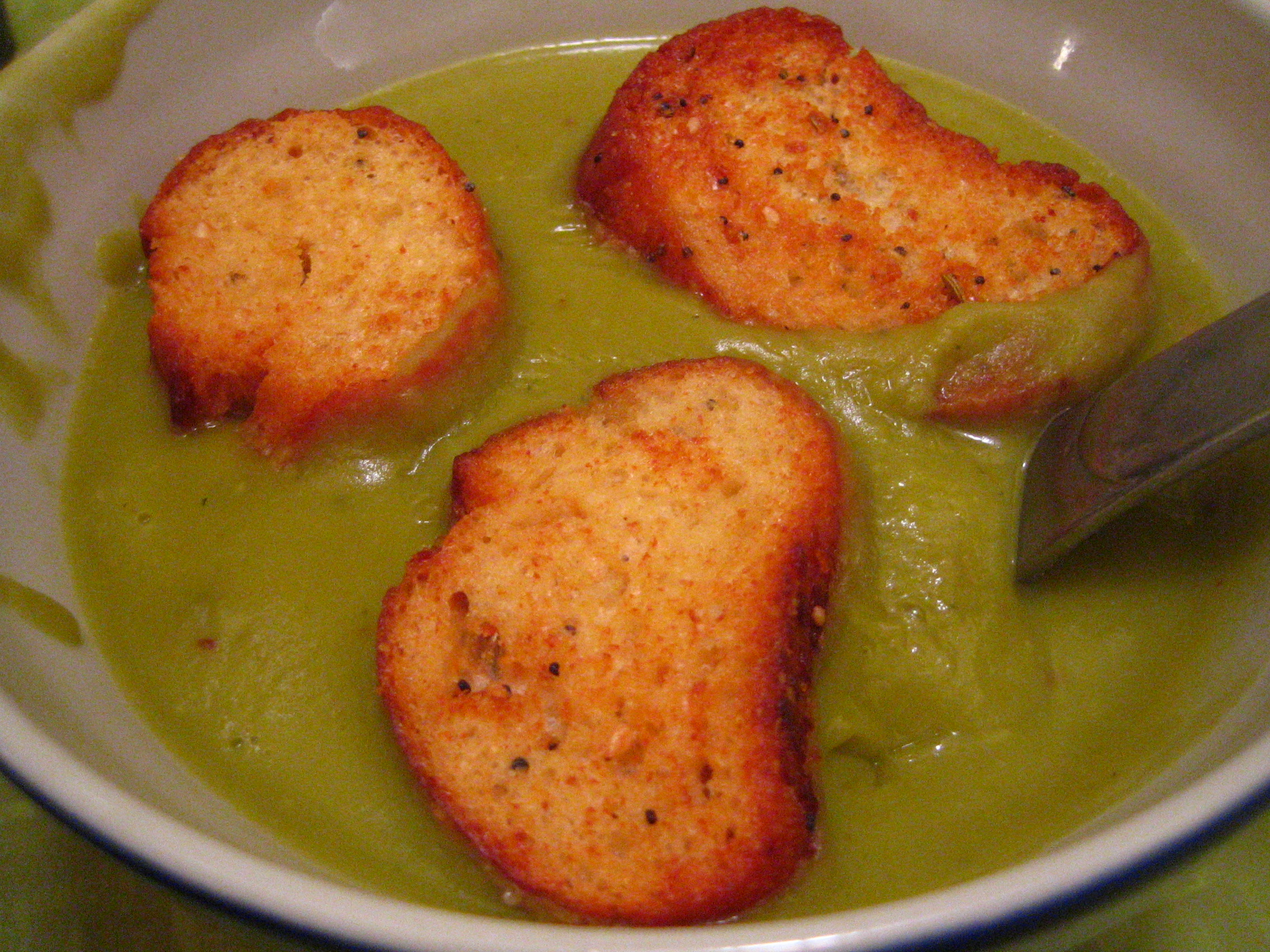
قطع كروتون كبيرة الحجم في حساء.
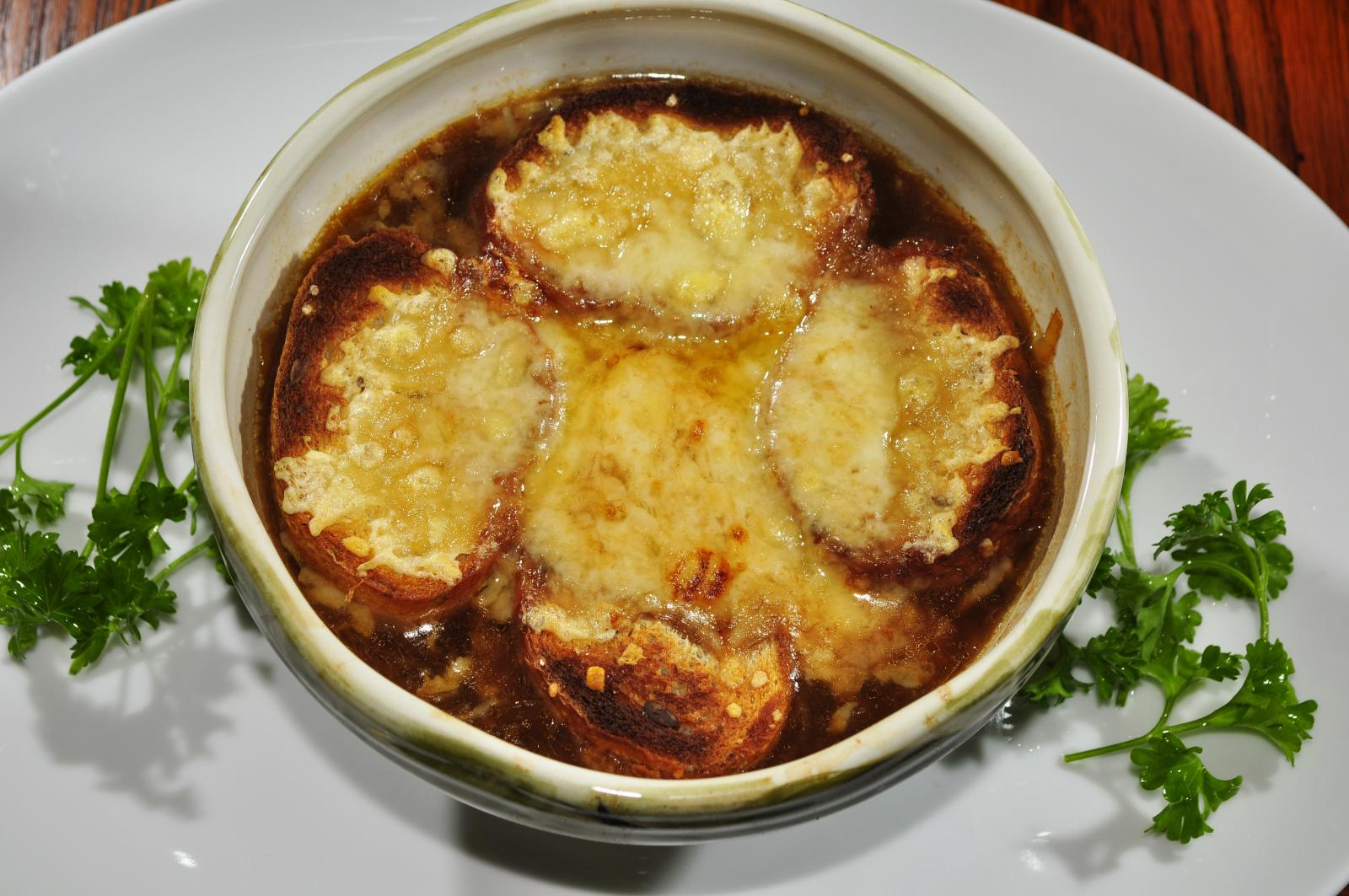
قطع كروتون مغطاة بالجبن في شوربة البصل.

## روابط خارجية
قالب:Garnish